# Jemadar
Jemadar (in persiano جمعدار‎, jamʿadār) stato un grado militare impiegato nell'Esercito Indiano sotto dominazione britannica.
Esso era il più basso grado di ufficiale all'interno del Viceroy's Commissioned Officer (VCO) che operava in India.
I Jemadar, alla lettera, comandavano truppe "di 1000 uomini" ma in realtà fungevano da assistenti dei loro comandanti britannici. Occupavano del pari posizioni quali Assistant Quartermaster (Jemadar Quartermaster) - equivalente a vicecommissario - o Assistant Adjutant (Jemadar Adjutant), equivalente a vice dell'ufficiale addetto a funzioni amministrative.
Rimase in vigore nell'Esercito Indiano fino al 1965 come più basso grado di ufficiale (Junior Commissioned Officer, JCO). Il grado di Jemadar fu in seguito ridefinito sia nell'Esercito Indiano sia nell'Esercito Pakistano come Naib Subedar nelle unità di fanteria, e Naib Risaldar nelle unità di cavalleria e dei corpi corazzati.
Il grado rimane tuttora in uso all'interno della gerarchia paramilitare della polizia.